# Bischofswerdaer FV 08
Der Bischofswerdaer FV 08 ist ein Fußballverein aus Bischofswerda in Sachsen. Umgangssprachlich wird der Klub, wie die Stadt selbst, auch Schiebock genannt.

## Geschichte

### Anfänge
Am 14. Juli 1908 wurde der FC Germania 08 Bischofswerda gegründet. Zwei Jahre später erfolgte die Gründung des Sportlust 1910 Bischofswerda. Im Jahr 1919 fusionierten diese beiden Vereine und bildeten bis zum Zweiten Weltkrieg den Sportverein 08 Bischofswerda. Größter Erfolg dieser frühen Jahre war der Sieg (3:2 vor 1.500 Zuschauern) in der Zwischenrunde des Tschammer-Pokals 1942 gegen den Titelverteidiger Dresdner SC (u. a. mit Helmut Schön).

### DDR-Zeit
Nach dem Zweiten Weltkrieg wurden alle bürgerlichen Vereine aufgelöst. Als Ersatz wurde die Sportgemeinschaft (SG) Bischofswerda gegründet, deren Fußballmannschaft bis 1949 in der sächsischen Bezirksliga Ostsachsen spielte. Nach der Einrichtung von Betriebssportgemeinschaften (BSG) wurde 1950 aus der SG die BSG Industrie Bischofswerda. Später erfolgten Umbenennungen, zunächst in BSG Einheit und schließlich in BSG Motor Bischofswerda. 1950 errang die BSG den Kreismeistertitel und spielte von da an in der viertklassigen Bezirksklasse Dresden. Erst 1969 gelang der Staffelsieg und die damit verbundene Qualifikation für die Relegationsspiele um den Bezirksligaaufstieg. Man scheiterte jedoch an den Konkurrenten BSG Fortschritt Neugersdorf (Nachfolgeverein ist der FC Oberlausitz Neugersdorf) und Wismut Pirna-Copitz.

Logo

Das Jahr 1972 markiert einen einschneidenden Punkt in der Entwicklung. Das ortsansässige Landmaschinenkombinat Fortschritt wurde Trägerbetrieb und es erfolgte eine erneute Umbenennung in BSG Fortschritt Bischofswerda. Mit dem neuen finanzstarken Trägerbetrieb stellte sich daraufhin schnell Erfolg ein. 1973 gelang der Aufstieg nach den Relegationsspielen als Zweitplatzierter hinter der BSG Motor Cossebaude in die Bezirksliga Dresden, gegen Motor Niesky und Lok Pirna konnte sich Bischofswerda durchsetzen. Bereits drei Jahre später wurde der Bezirksmeistertitel gefeiert und man stieg in die zweithöchste Spielklasse, die DDR-Liga, auf. Nachdem man in der ersten Liga-Saison noch knapp dem Wiederabstieg entkam, etablierte sich die Mannschaft in den folgenden Spielzeiten in der DDR-Liga. 1984 gelang die Qualifikation für die von fünf auf zwei Staffeln reduzierte DDR-Liga. In der Spielzeit 1985/86 gelang sensationell der Staffelsieg und der Aufstieg in die DDR-Oberliga.
In der höchsten Spielklasse spielte Fortschritt Bischofswerda als Außenseiter von Beginn an gegen den Abstieg. Es gelangen aber Achtungserfolge wie ein torloses Remis gegen den Lokalrivalen Dynamo Dresden. Bereits gegen Ende der Spielzeit wurde der wohl prestigeträchtigste Sieg in der DDR-Ära erzielt, als der Serienmeister Berliner FC Dynamo durch Tore von Karsten Petersohn und Tino Gottlöber mit 2:0 bezwungen wurde. Am Ende der Saison stand trotzdem der Abstieg. Dieser wurde jedoch erst am letzten Spieltag durch eine knappe Niederlage im Duell gegen den direkten Konkurrenten FC Rot-Weiß Erfurt besiegelt.
Die folgende Spielzeit (1987/88) wurde mit einem fünften Platz in der DDR-Liga Staffel B abgeschlossen. Höhepunkt der Saison war das Erreichen des Viertelfinals des DDR-Pokals (FDGB-Pokal), in dem man dem Berliner FC Dynamo mit 0:1 unterlag. Ein Jahr später gelang erneut der Staffelsieg und der damit verbundene zweite Aufstieg in die DDR-Oberliga. Allerdings musste auch diesmal die oberste Spielklasse nach nur einer Spielzeit wieder verlassen werden. Der Abstieg wurde jedoch erneut erst am letzten Spieltag, durch eine 0:2-Niederlage gegen Mitaufsteiger Stahl Eisenhüttenstadt, besiegelt.

## Vereinsneugründung 1991
Mit der politischen Wende in Ostdeutschland und der Auflösung des Kombinats Fortschritt fiel die finanzielle Grundlage der BSG fort, aber es konnten wieder bürgerliche Vereine gegründet werden. Im Zuge der Abwicklung des Trägerkombinats wurde der FV Fortschritt Bischofswerda gegründet, der am 21. Mai 1991 seinen heutigen Namen Bischofswerdaer Fußballverein 1908 erhielt. Sportlich agierte das Team in der Spielzeit 1990/91 in der Nordstaffel der NOFV-Liga und scheiterte dort als Tabellenvierter an der Teilnahme der Qualifikationsrunde zur 2. Bundesliga. Die folgenden drei Jahre nach der Zusammenführung von ost- und westdeutschem Fußball spielte die Elf beständig in der Spitze der Südstaffel in der drittklassigen NOFV-Amateur-Oberliga.

### 1992 bis 2001
Im Jahr 1992 gewann man die zweite Auflage des Sachsenpokals. Im Finale im Stadion der Jugend zu Kamenz wurde der FSV Hoyerswerda mit 2:0 besiegt. Der Pokalsieg bedeute gleichzeitig die Qualifikation zum DFB-Pokal in der nachfolgenden Saison (1992/93). Nach einem Freilos in der ersten Runde wurde der damalige Zweitligist VfB Oldenburg mit 3:2 bezwungen. In der dritten Runde scheiterte man jedoch an Bundesligist Karlsruher SC mit 0:1 nach Verlängerung. In der gleichen Spielzeit belegte der Verein hinter dem FC Sachsen Leipzig den zweiten Platz in der Oberliga Nordost Staffel Süd. Da die Leipziger jedoch keine Lizenz für die 2. Bundesliga erhielten, nahm Bischofswerda an der Aufstiegsrunde zur 2. Bundesliga teil. Nach einem Sieg und drei Niederlagen in einer Gruppe mit dem 1. FC Union Berlin und Tennis Borussia Berlin wurde Bischofswerda letzter in ihrer Relegationsgruppe und verpasste somit den Aufstieg.
Im Jahr 1994 qualifizierte sich der BFV für die neu geschaffene Regionalliga Nordost. Diese wurde jedoch erst durch die Insolvenz des direkten Konkurrenten 1. FC Markkleeberg möglich. Nach einem 12. Platz in der Spielzeit 1994/95 erfolgte in der Folgesaison der Abstieg in die Oberliga Nordost Staffel Süd. In den folgenden Jahren belegte der Verein in dieser Liga (mit Ausnahme der Saison 1996/97) Spitzenplätze, konnte den Wiederaufstieg jedoch nicht realisieren. Durch die Regionalligareform vor der Saison 2000/01 wurde auch die Oberliga Nordost Staffel Süd sportlich aufgewertet. Aufgrund dessen stieg der Verein als Tabellenvorletzter in die Landesliga Sachsen ab.

### Entwicklung ab 2002
Die erste Saison in der Landesliga Sachsen wurde mit dem Ziel Wiederaufstieg in Angriff genommen. Nach einem schlechten Start stand am Ende der Spielzeit jedoch nur ein sechster Tabellenplatz zu Buche. In der Folgesaison erfolgte sogar ein erneuter Abstieg in die Bezirksliga Dresden. Unter Präsident Jürgen Neumann und Trainer Fred Wonneberger erfolgte danach ein radikaler Umbau der Mannschaft. Dies war von Erfolg gekrönt. In der Spielzeit 2003/04 gelang dem BFV der souveräne Staffelsieg. Der Bezirksmeistertitel wurde dabei mit 23 Siegen aus 30 Spielen erreicht. Gekrönt wurde die Saison durch den Bezirkspokalsieg. Im Finale in Weinböhla wurde der Heidenauer SV nach Elfmeterschießen bezwungen. Den entscheidenden Strafstoß verwandelte dabei Torhüter Rene Katzwinkel.

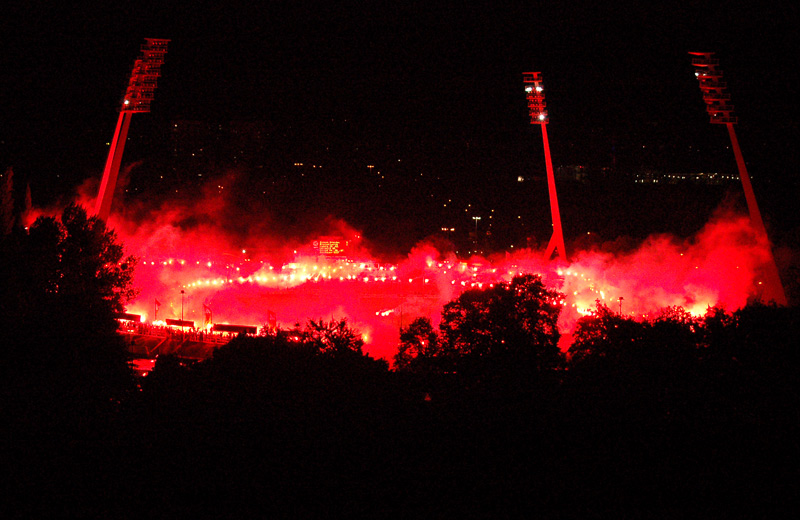
Illumination nach dem letzten Flutlichtspiel am 31. August 2006 im alten Rudolf-Harbig-Stadion

Nach dem Wiederaufstieg in die Landesliga Sachsen erzielte der BFV als Aufsteiger einen respektablen 9. Tabellenplatz. Bereits ein Jahr später erfolgte jedoch der erneute Abstieg in die Bezirksliga. In dieser belegte man in der Saison 2006/07 den zweiten Tabellenplatz und verpasste somit den direkten Wiederaufstieg. Sportlicher Höhepunkt der Saison war dabei das Erstrundenaus im Sachsenpokal beim Regionalligisten Dynamo Dresden, das als Flutlicht-Abschiedsspiel für das Dresdner Rudolf-Harbig-Stadion vor 10.000 Zuschauern zelebriert wurde. Die Saison 2007/08 beendete der BFV auf den 11. Platz der Bezirksligatabelle. Der Klassenerhalt wurde dabei erst im letzten Saisonspiel sichergestellt, als Patrick Herrmann in der zweiten Minute der Nachspielzeit das 2:1-Siegtor gegen Dynamo Dresden III erzielte. Im April 2008 erfolgte die Trennung von Trainer Fred Wonneberger. Für ihn wurde der ehemalige Spieler und aktuelle sportliche Leiter Steffen Schmidt als Interimstrainer eingesetzt. Zur Saison 2008/09 wurde der frühere DDR-Auswahlspieler Matthias Müller mit dem Trainerposten betraut. In seiner dritten Spielzeit als Trainer führte Müller den BFV in der Saison 2010/11 zum Bezirksmeistertitel und dem damit verbundenen Aufstieg in die Landesliga Sachsen.
Als Aufsteiger wurde in der Saison 2011/12 in der Landesliga Sachsen souverän der Klassenerhalt geschafft. In der Folgesaison wurde mit hochkarätigen Neuverpflichtungen ein noch besseres Ergebnis angestrebt. Nachdem die Mannschaft jedoch in die Nähe der Abstiegsplätze rückte, trennte sich der Verein im April 2013 von Trainer Matthias Müller. Unter den Interimstrainergespann Mirko Ledrich und Tino Gottlöber erreichte der FV 08 zum Abschluss der Saison doch noch einen Mittelfeldplatz. Im Mai 2013 wurde Erik Schmidt, vorheriger Nachwuchstrainer der SG Dynamo Dresden, als neuer Trainer für die Saison 2013/14 präsentiert. 2015 wurden die Bischofswerdaer Meister der Landesliga Sachsen und stiegen in die Oberliga Nordost auf. Drei Jahre später gelang als Meister der Südstaffel der Aufstieg in die Regionalliga Nordost. Nach drei Jahren in der Regionalliga Nordost stieg Bischofswerda 2020/21 wieder in die Oberliga ab.
In der Saison 2023/24 konnte der Verein Tabellenführer VFC Plauen am letzten Spieltag dank eines 6:0-Sieges beim SV 09 Arnstadt noch abfangen, da Plauen parallel nur 2:1 gewann und somit die um ein Tor schlechtere Tordifferenz aufwies. Bischofswerda verzichtete aber aus infrastrukturellen Gründen letztlich auf den Aufstieg.

## Frauen- und Mädchenabteilung
Seit der Saison 2012/13 besteht im Verein eine Frauen- und Mädchenabteilung. Die Frauenmannschaft gewann in ihrer ersten Saison unter Trainer Tino Gottlöber die Bezirksmeisterschaft und den damit verbundenen Aufstieg in die Landesliga Sachsen. Die Saison 2016/17 beendete man in der Sachsenliga auf Platz 3. Da der Zweitplatzierte Silesia Görlitz keinen Antrag auf die Regionalliga stellte, stieg man mit Meister RB Leipzig direkt auf. In der Saison 2017/18 gelang den Frauen des BFV 08 erst am letzten Spieltag der Klassenerhalt in der Regionalliga durch ein 2:2 gegen den direkten Konkurrenten 1. FC Neubrandenburg 04, welcher nur aufgrund des um drei Tore besseren Torverhältnisses erreicht wurde. In der Saison 2024/25 stieg man nach acht Jahren wieder ab.

## Spielstätten

### Kampfbahn am Schmöllner Weg
Der Sportplatz am Schmöllner Weg wurde im Jahr 1920 mit einem Freundschaftsspiel gegen den damaligen Erstligisten Sportlust Dresden eingeweiht und fungierte seitdem als Spielstätte. 1925 erfolgte eine Umbenennung in Kampfbahn am Schmöllner Weg. Im Jahr 1952 wurde eine Umkleidekabine eingerichtet, in den Folgejahren kamen Traversen und ein Klubraum hinzu. Nach der Fertigstellung hatte das Stadion eine offizielle Kapazität von 6.000 Zuschauern. Ab 1979 wurde der Platz nur noch für den Trainingsbetrieb und Nachwuchsspiele genutzt. Ein Rasenplatz wurde erst im Jahr 1990 verlegt. Aufgrund dessen hatte sich bis zu diesem Zeitpunkt der Spitzname Schmirgelscheibe für die Kampfbahn etabliert.

### Stadion der Jugend/Wesenitzsportpark
In den Jahren 1977 bis 1979 erfolgte der Bau eines modernen Stadiongeländes (Stadion der Jugend) an der Clara-Zetkin-Straße (nur wenige Meter von der Kampfbahn am Schmöllner Weg entfernt). Nach einer Erweiterung Mitte der 80er Jahre fasste dieses Stadion schließlich 12.000 Zuschauer und bot 1.000 Sitzplätze. Anfang der 90er Jahre erfolgte der Bau eines neuen Gästebereichs, die Installation eines Flutlichts und die Umbenennung in Wesenitzsportpark. Dieses Stadion fungierte bis 2004 als Spielstätte für die erste Mannschaft des Vereins. Zwischen 2013 und 2015 wurde der Wesenitzsportpark umfassend saniert. In diesem Rahmen entstanden moderne Leichtathletikanlagen. Es erfolgte außerdem der Abriss der Zuschauertribüne auf der Gegengerade. Der Wesenitzsportpark wird heute für den Schul- und Vereinssport genutzt.
Der Zuschauerrekord in diesem Stadion datiert vom 12. August 1988, als 11.000 Zuschauer das DDR-Oberliga-Punktspiel gegen Dynamo Dresden verfolgten.
Im Stadion der Jugend bzw. dem Wesenitzsportpark wurden zwei Länderspiele ausgetragen. Am 30. April 1988 sahen 4.500 Zuschauer den Sieg der DDR-Olympiaauswahl in der Olympiaqualifikation gegen Island. Die gesamtdeutsche U18-Nationalmannschaft feierte am 4. April 2000 ebenfalls ein 3:0 gegen die ägyptische Auswahl.

### Volksbank-Arena / Holzwaren-Simundt-Kampfbahn
Ab dem Jahr 2000 wurde die Kampfbahn am Schmöllner Weg saniert, um auf absehbare Zeit wieder als Spielstätte für die erste Mannschaft zu fungieren. Gründe dafür waren Überdimensioniertheit des Wesenitzsportparks sowie dessen schleichender Verfall aufgrund ungeklärter Besitzansprüche. Die Fertigstellung erfolgte erst zu Beginn der Spielzeit 2004/05. Das Stadion bietet nun ca. 3000 Plätze, ein Flutlicht und ein Sozialgebäude inklusive Vereinsgaststätte. Zur Refinanzierung des Projekts wurden die Namensrechte an der Spielstätte an einen lokalen Holzhändler verkauft. Die Bezeichnung als Holzwaren-Simundt-Arena führte zu Streitigkeiten mit der Stadt Bischofswerda als Eigentümer des Geländes. Als Kompromiss einigte man sich schließlich auf die Bezeichnung Holzwaren-Simundt-Kampfbahn, welche den traditionellen Namen mit der Vermarktung der Namensrechte verbindet.
Das erste Punktspiel in der Holzwaren-Simundt-Kampfbahn gegen den Lokalrivalen Budissa Bautzen am 13. August 2004 sahen 1.217 Zuschauer. Zur nachträglichen Stadioneröffnung am 24. März 2005 kamen über 2.000 Zuschauer zu einem Freundschaftsspiel gegen den damaligen Zweitligisten Dynamo Dresden. Der Zuschauerrekord in einem offiziellen Spiel liegt bei 1.256 Zuschauern (Heimspiel gegen die BSG Chemie Leipzig am 15. März 2015).
Aufgrund einer Neustrukturierung des Sponsorings wurde das Stadion im August 2017 in Volksbank-Arena umbenannt.

### Kunstrasenplatz Bischofswerda-Süd
Im Juni 2013 erfolgte die Eröffnung eines Kunstrasenplatzes im Stadtteil Bischofswerda-Süd. Dieser wird vorrangig von den Nachwuchsmannschaften des Vereins genutzt.

### Andere
In der Saison 2003/04 fanden die letzten drei Heimspiele auf dem Sportplatz des SV Burkau im nahegelegenen Burkau statt. Die Sanierung der Kampfbahn war in dieser Zeit noch nicht beendet. Man wollte mit dem Umzug verhindern, dass der schlechte Zustand des Rasens im Wesenitzsportpark zu einem Nachteil für die spielstarke Mannschaft des BFV 08 im Aufstiegskampf wird. Alle drei Spiele wurden gewonnen, der Aufstieg in die Landesliga gelang.
In der Saison 2005/06 trug man das Heimspiel gegen den FC Sachsen Leipzig II (1:3) witterungsbedingt auf dem Kunstrasenplatz in Elstra aus, auf dem sonst nur einige der Vorbereitungsspiele des BFV in den Winterpausen stattfanden.

## Bilanz ab 1990
| Saison    | Liga | Liga                 | Platz | Punkte | Tore   | Sachsenpokal                                                |
| --------- | ---- | -------------------- | ----- | ------ | ------ | ----------------------------------------------------------- |
| 1990/91   | 2    | NOFV-Liga            | 04.   | 39:21  | 045:27 |                                                             |
| 1991/92   | 3    | Oberliga Nordost     | 03.   | 47:21  | 065:25 |                                                             |
| 1992/93   | 3    | Oberliga Nordost     | 02.   | 51:13  | 053:16 |                                                             |
| 1993/94   | 3    | Oberliga Nordost     | 06.   | 34:26  | 036:26 |                                                             |
| 1994/95   | 3    | Regionalliga Nordost | 12.   | 28:40  | 036:48 |                                                             |
| 1995/96   | 3    | Regionalliga Nordost | 16.   |        |        | Viertelfinale (0:1 gegen den Dresdner SC)                   |
| 1996/97   | 4    | Oberliga NOFV-Süd    | 10.   |        |        | Achtelfinale (1:2 gegen den SV 1919 Grimma)                 |
| 1997/98   | 4    | Oberliga NOFV-Süd    | 04.   |        |        | Achtelfinale (5:7 n. E. gegen den FC Erzgebirge Aue)        |
| 1998/99   | 4    | Oberliga NOFV-Süd    | 05.   |        |        | keine Teilnahme (Nichterfüllung Schiedsrichtersoll)         |
| 1999/2000 | 4    | Oberliga NOFV-Süd    | 05.   |        |        | # Runde (1:2 gegen den VfB Auerbach)                        |
| 2000/01   | 4    | Oberliga NOFV-Süd    | 17.   |        |        | Achtelfinale (1:3 gegen den FSV Zwickau)                    |
| 2001/02   | 5    | Landesliga Sachsen   | 06.   |        |        | Viertelfinale (1:2 n. V. gegen den FSV Hoyerswerda)         |
| 2002/03   | 5    | Landesliga Sachsen   | 15.   | 23     | 027:40 | 1. Runde (0:1 gegen den FC Lausitz Hoyerswerda)             |
| 2003/04   | 6    | Bezirksliga Dresden  | 01.   | 74     | 088:22 | 1. Runde (3:4 gegen den VfB Zittau)                         |
| 2004/05   | 6    | Landesliga Sachsen   | 09.   | 37     | 044:40 | Achtelfinale (1:3 gegen den FV Dresden-Nord)                |
| 2005/06   | 6    | Landesliga Sachsen   | 14.   | 26     | 05:60  | Achtelfinale (0:1 gegen den FSV Zwickau)                    |
| 2006/07   | 7    | Bezirksliga Dresden  | 02.   | 58     | 056:29 | 1. Runde (1:5 gegen die SG Dynamo Dresden)                  |
| 2007/08   | 7    | Bezirksliga Dresden  | 11.   | 41     | 053:47 | keine Teilnahme                                             |
| 2008/09   | 7    | Bezirksliga Dresden  | 08.   | 43     | 044:52 | keine Teilnahme                                             |
| 2009/10   | 7    | Bezirksliga Dresden  | 03.   | 62     | 081:33 | Achtelfinale (2:3 gegen den FC Oberlausitz Neugersdorf II)  |
| 2010/11   | 7    | Bezirksliga Dresden  | 01.   | 68     | 104:29 | 1. Runde (3:6 gegen den SV Fortschritt Meißen-West)         |
| 2011/12   | 6    | Landesliga Sachsen   | 09.   | 41     | 038:31 | Achtelfinale (0:2 gegen RB Leipzig)                         |
| 2012/13   | 6    | Landesliga Sachsen   | 08.   | 39     | 048:49 | Viertelfinale (0:3 gegen RB Leipzig)                        |
| 2013/14   | 6    | Landesliga Sachsen   | 07.   | 45     | 048:41 | 3. Runde (0:2 gegen den FC Oberlausitz Neugersdorf)         |
| 2014/15   | 6    | Landesliga Sachsen   | 01.   | 63     | 054:22 | Achtelfinale (3:5 n. E. gegen den FC International Leipzig) |
| 2015/16   | 5    | Oberliga NOFV-Süd    | 03.   | 57     | 060:31 | Viertelfinale (2:3 n. V. gegen den SV Einheit Kamenz)       |
| 2016/17   | 5    | Oberliga NOFV-Süd    | 03.   | 66     | 062:21 | Halbfinale (3:5 n. E. gegen den 1. FC Lokomotive Leipzig)   |
| 2017/18   | 5    | Oberliga NOFV-Süd    | 01.   | 74     | 070:16 | Viertelfinale (1:3 n. V. gegen den VfB Auerbach)            |
| 2018/19   | 4    | Regionalliga Nordost | 16.   | 34     | 029:58 | Viertelfinale (1:2 gegen den Chemnitzer FC)                 |
| 2019/20   | 4    | Regionalliga Nordost | 17.   | 11     | 016:53 | Achtelfinale (0:1 gegen den 1. FC Lokomotive Leipzig)       |
| 2020/21   | 4    | Regionalliga Nordost | 20.   | 07     | 012:30 | Viertelfinale (0:2 gegen den SG Dynamo Dresden)             |
| 2021/22   | 5    | Oberliga NOFV-Süd    | 11.   | 38     | 045:48 | Viertelfinale (1:3 gegen den Chemnitzer FC)                 |
| 2022/23   | 5    | Oberliga NOFV-Süd    | 03.   | 59     | 069:36 | Achtelfinale (2:2 n. V. (2:4 i. E.) gegen SV Lipsia 93)     |
| 2023/24   | 5    | Oberliga NOFV-Süd    | 01.   | 70     | 078:33 | Halbfinale (0:4 gegen den FC Erzgebirge Aue)                |
| 2024/25   | 5    | Oberliga NOFV-Süd    | 08.   | 46     | 038:40 | 2. Runde (1:4 gegen den SV Eiche Reichenbrand)              |

## Erfolge
- DDR-Oberliga 1986/87, 1989/90
- Staffelsieger DDR-Liga Staffel B 1986, 1989
- FDGB-Pokal-Viertelfinalist 1987/88
- Landespokalsieger 1992
- 3. Hauptrunde 1992/93
- Regionalliga Staffel Nordost 1994–1996
- Bezirksmeister 1976, 2004, 2011
- Bezirkspokalsieger 2004
- Meister der Landesliga Sachsen 2015
- Meister der Oberliga Nordost, Staffel Süd 2018, 2024

## Persönlichkeiten

### Trainer
Auflistung der Trainer der ersten Mannschaft des Bischofswerdaer FV (ohne Interimstrainer)
- Eberhard Pöschel (1967–1978)
- Manfred Heldner (1978–1982)
- Christian Schöbel (1982–1983)
- Horst Rau (1983–1987)
- Siegfried Gumz (1987–1989)
- Harald Fischer (1989–1990)
- Horst Rau (1990–1991)
- Jörg Bär (1991–1996)
- Andreas Schmidt (1996–1997)
- Horst Rau (1997–1999)
- Udo Schmuck (1999–2001)
- Wolfgang Juhrsch (2001–2002)
- Mario Kleditzsch (2002–2003)
- Fred Wonneberger (2003–2008)
- Steffen Schmidt (2008)
- Matthias Müller (2008–2013)
- Erik Schmidt (2013–2019)
- Fred Wonneberger (September 2019 – Dezember 2019)
- Erik Schmidt (Januar 2020 – Juni 2021)
- Frank Rietschel (Juli 2021 –)

### Spieler
- Jörg Bär
- Fred Bank
- Tino Gottlöber
- René Groß
- Dirk Losert
- Karsten Petersohn
- Jens Ramme
- Thomas Ritter
- Andreas Schmidt
- Steffen Schmidt
- Gerd Seifert
- Tom Stohn
- Wieland Wünsche